# 精工體育會
精工體育會（英文：Seiko Sports Association）是香港足球歷史上其中一支最著名和成功的足球隊，於1970年由富商黃創山以其代理的精工錶為名稱，創辦藍衫、藍褲的「香港藍軍」精工足球隊（Seiko），參與香港丙組足球聯賽，於翌年順利升班，於72-73球季更成功晉身香港甲組足球聯賽，隨即當上三冠王，包括聯賽、銀牌賽和總督盃冠軍。除此之外，亦贏得到士丹利木盾賽冠軍（由於此為七人賽，故僅稱當届為三冠王）。自此，精工便開展了14年的奪冠之路，從未間斷。及後於1986年宣布退出香港甲組足球聯賽，成為轟動一時的新聞。 
精工先後9次贏得甲組足球聯賽冠軍，其中於1979-1985年更創下了聯賽七連霸的佳話，並且8次贏得銀牌賽冠軍，總督盃和足總盃則各贏6次，在各頂級賽事共奪得29次冠軍，頂級賽事奪冠次數一直為香港第二，直到2019年被傑志打破。若果將其他獎項如木盾賽及主席盃等一併計算，精工共奪冠逾40次，即平均每年有2-3個冠軍。

## 球隊歷史
1968年，泰國暹羅稅警隊來香港比賽，當時身為泰國僑領黃子明及其長子黃創保在賽後宴請客隊職球員，席間有朋友戲言黃創保為何不在香港嘗試搞波。其後黃創保在便邀請韋基舜在家中傾談成立球隊的細節。由於韋基舜旗下的天天足球隊是香港足球總會的會員，正好可以讓黃創保「借殼」籌組球隊，而當時天天日報體育版編輯黎振因與名宿陳輝洪熟稔，遂找他擔當教練及物色球員，成立球隊參加足總丙組聯賽。此外，著名藝人石修的父親陳植康當年在通城公司任職，剛巧通城公司代理日本精工錶，於是便找通城公司贊助球隊，精工足球隊便是這樣成立。
精工於1970年加入香港丙組足球聯賽角逐，獲得丙組B聯賽第二名（28賽：26勝，1和，1負），並於翌季升上香港乙組足球聯賽。球隊於1971-72年度球季於乙組聯賽稱王（24賽：21勝，1和，2負），正式升上甲組聯賽，並在此組別連續角逐了14個球季，直至1986年退出聯賽為止。
戰績
精工在甲組聯賽的14年當中，共獲得40個主要香港足球獎項，包括9次甲組聯賽錦標，8次高級組銀牌，6次總督盃，6次足總盃等，它的預備組也在預備組聯賽取得2次冠軍及1次主席盃冠軍。
1979年9月20日，精工友賽紐約宇宙爭奪「施樂盃」，在政府大球場舉行，賽前攔門雨，但仍有27,612名球迷入場，門票收入高達893,920港元，客軍擁有碧根鮑華、尼斯堅斯、馬連奴（Marinho Chagas）、波芝斯域（Vladislav Bogićević）、阿爾拔圖（Carlos Alberto Torres）及乔治·基纳利亚（Giorgio Chinaglia）等世界級球星，精工表現出色，憑「長人」麥威廉梅開二度及麥哥利的入球，一度3-2領前，宇宙僅憑碧根鮑華在完場前7分鐘博得十二碼，由基拿利亞操刀射入扳平3-3。
1980年初期，精工聘用前荷蘭國家隊教練盧保擔任教練，由他一手引入多名荷蘭外援，當中包括曾於1978年世界盃決賽上陣的連尼加賀夫、南寧加。
1981年末，阿根廷勁旅小保加訪港與精工友賽，由於小保加擁有球王馬勒當拿，香港大球場28,000張門票早早沽清，而精工也為加強號召力，特邀西德前鋒梅拿助陣。小保加最後以2比0勝出，每次當胡國雄追纏著馬勒當拿，又或精工的荷蘭前鋒史唐偶爾一次推過對手，已令所有本地球迷譁然。
1985年，亞洲冠軍球會盃於1971年停辦後重新舉辦，精工代表香港角逐，並於外圍賽打敗遼寧足球隊及北韓425隊而晉級次圈，但由於賽會開出苛刻的參賽條件 (參賽球隊須自行負責機票及食宿等開支) 而退出比賽。
解散
據1984年6月8 日《大公報》報導，足總通過了「註三出三」政策，從84-85球季開始，外援數字減至註冊三個、出場三個，86-87球季開始，所有球隊強迫性組全華班，一併禁用外援球員。
「註三出三」在會議中通過後，黃創山兄長黃創保翌日便毅然解散寶路華足球隊。當時，港甲頓時痛失一支強隊，球迷無不連嘆可惜。86-87球季，所有球隊不能再有外援球員，實施「全華班」。
黃創山於1986年6月20日宣布，經董事會決定，在1985-86年球季結束後退出球圈。

## 外隊來港
黃創山曾成功邀得多支外國著名球隊來港與精工對賽，其中包括賓菲加、紐約宇宙隊、小保加、南美明星隊和漢堡 。

## 球會榮譽
| 榮譽              | 次數        | 年度                                                                            |             |             |             |
| 聯 賽 比 賽       | 聯 賽 比 賽 | 聯 賽 比 賽                                                                     | 聯 賽 比 賽 | 聯 賽 比 賽 | 聯 賽 比 賽 |
| ----------------- | ----------- | ------------------------------------------------------------------------------- | ----------- | ----------- | ----------- |
| 甲組足球聯賽 冠軍 | 9           | 1972–73, 1974–75, 1978–79, 1979–80, 1980–81, 1981–82, 1982–83, 1983–84, 1984–85 |             |             |             |
| 香港乙組足球聯賽  | 1           | 1971–72                                                                         |             |             |             |
| 盃 賽 比 賽       |             |                                                                                 |             |             |             |
| 高級銀牌賽 冠軍   | 8           | 1972–73, 1973–74, 1975–76, 1976–77, 1978–79, 1979–80, 1980–81, 1984–85          |             |             |             |
| 足總盃 冠軍       | 6           | 1974–75, 1975–76, 1977–78, 1979–80, 1980–81, 1985–86                            |             |             |             |
| 總督盃 冠軍       | 6           | 1972–73, 1977–78, 1978–79, 1983–84, 1984–85, 1985–86                            |             |             |             |
| 金禧盃 冠軍       | 1           | 1973–74                                                                         |             |             |             |
| 士丹利木盾賽 冠軍 | 2           | 1972–73, 1978–79                                                                |             |             |             |
| 會長盃 冠軍       | 1           | 1975–76                                                                         |             |             |             |
| 會長盃七人賽 冠軍 | 4           | 1980–81, 1981–82, 1982–83, 1985–86                                              |             |             |             |
| 香港主席盃 冠軍   | 1           | 1978–79                                                                         |             |             |             |
| 主席盃 冠軍       | 2           | 1976–77, 1977–78                                                                |             |             |             |

## 著名球員
本地球員
| - 胡國雄（1972–86） - 區永鴻（1972–83） - 郭鎮華（1972–80） - 何新華（1972–78） - 陳鴻平（1972–76） - 黎寶忠（1972–76） - 霍柏寧（1972–75） - 朱國權（1972–74、1980–81） - 任國安（1972–74） - 陳長強（1972–74） - 何容興（1972–73） | - 盧鑑泉（1972–73） - 陳朝基（1973–75） - 張子慧（1974–80） - 李桂雄（1975–79） - 黃銘雄（1975–77） - 張炳衡（1976–81） - 盧福興（1977–85） - 曾廷輝（1977–80） - 何國良（1977–79） - 王福榮（1977–78） - 賴翊樞（1978–82） | - 盧洪海（1979–81） - 張永良（1980–82） - 賴羅球（1981–86） - 鄧春霖（1981–85） - 鄭偉民（1981–83） - 甄力健（1982–86） - 黃耀信（1982–86） - 黄國榮（1982–86） - 池一波（1982–85） - 巴貝利（1982–84） - 劉棟平（1983–85） | - 林劍成（1983–85） - 鄧細芬（1984–86） - 蔡滿祥（1984–86） - 尹志強（1983–84、1985–86） - 蔡育瑜（1983–84） - 陳發枝（1984–86） - 陳雲岳（1984–86） - 廖俊輝（1985–86） - 李潤華（1985–86） - 陳文順（1985–86） |

外援球員
| - 居里（1972–80） - 華德（1972–76） - 積奇（1973–75） - 賓比（1974–76） - 奧順（1974–75） - 祖仙奴（1974–75） - 艾迪（1974–75） - 羅拔圖（1974–75） - 麥哥利（1976–84） - 森寶（1978–81） - 麥威廉（1978–81） - 禮拿（1983–84） - 韋迪（1984–85） | - 堅尼地（1984–85） - 簡杜尼（1984–85） - 麥昆（1985–86） - 夏里士（1978–80） - 鍾士（1980–81、1982–83） - 希活（1980–81） - 邦迪（1982–85） - 摩利（1985–86） - 威頓（1980–81） - 曼奴（1973–77） - 仙尼（1974–75） - 希瑾（1980–81） - 伊素亞（1983–84） - 米曹（1984–85） - 本尼·文特（1983–84） | - 迪加（1980–81） - 馬頓拿（1980–81） - 比路（1980–81） - 韋伯（1981–85） - 迪莊（1981–84） - 加納（1981–83） - 華希恩（1981–83） - 穆倫（1981–82） - 史唐（1981–82） - 哥倫布（1981–82） - 南寧加（1982–83） - 海恩（1983–84） - 邦辛（1983–84） - 連尼加賀夫（1984–85） | - 卞鎬瑛（1975–81） - 康基郁（1975–77） - 金在漢（1975–77） - 朴洙德（1975–76） - 柳建秀（1980–81） - 林方基（1973–81） - 蘇進安（1973–74） - 王春華（1973–74） - 古廉權（1976–77、1978–82） - 黃金福（1981–83） |

## 隊歌
| 精工 主唱／作曲：譚詠麟 填詞：林敏驄 |
| 球員意志堅 永遠都向著前 不怕艱辛不怕險 有充足的信心 常常如此永莫變 球員氣魄沖天 個個體格壯健 氣充足走兩邊 發揮技術全面 常常心裡自勉 ＊精工，每天都不放鬆 再上，我地找正方向 精工，勝出都不放鬆 精工，向勝利邁進 球迷個個中堅 永遠衷心一片 要身心都發展 眼中得失看淺 齊來心志盡獻 （重唱＊） |